# Carige rachiaria
Carige rachiaria är en fjärilsart som beskrevs av Swinhoe 1891. Carige rachiaria ingår i släktet Carige och familjen mätare. Inga underarter finns listade i Catalogue of Life.